# 大罗祖瓦
大罗祖瓦（法語：Grand-Rozoy，法語發音：[ɡʁɑ̃ ʁozwa]）是法国上法蘭西大區埃纳省的一个市镇，位于该省南部，属于苏瓦松区。

## 地理
大罗祖瓦（49°14'4"N, 3°23'6"E）面积12.45 平方千米，位于法国上法蘭西大區埃纳省，该省份为法国北部内陆省份，北起北部省，西接索姆省和瓦兹省，东临阿登省和马恩省，西南至塞纳-马恩省，东北部与比利时接壤。
与大罗祖瓦接壤的市镇（或旧市镇、城区）包括：伯尼厄、阿尔泰讷和托、洛努瓦、乌希堡、帕尔西和蒂尼、勒普莱西耶于勒。

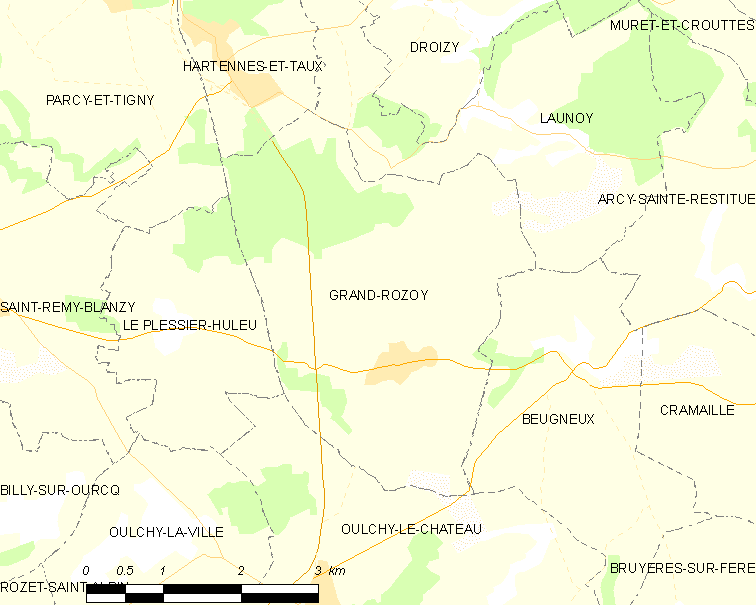
大罗祖瓦的OSM定位图

大罗祖瓦的时区为UTC+01:00、UTC+02:00（夏令时）。

## 行政
大罗祖瓦的邮政编码为02210，INSEE市镇编码为02665。

## 政治
大罗祖瓦所属的省级选区为维莱科特雷县。

## 人口

1962-2008年间大罗祖瓦人口变化图示

大罗祖瓦于2022年1月1日时的人口数量为299人。